# کوتسنهاوزن (بایرن)
کوتسنهاوزن (به آلمانی: Kutzenhausen) یک شهر در آلمان است که در آوگسبورگ واقع شده‌است.